# 档案 (北京卫视)
《档案》是中国北京卫视电视频道播出的电视节目，由北京广播电视台制作。
该栏目是一档讲述类节目，节目形式为讲述人在镜头前现场展示和讲述故事，类似于纪录片。在讲述的过程中也会展示各种相关档案资料，多为中华人民共和国国家档案局提供。
此栏目的主要内容是关于古今中外的历史事件，如古代、近代、现代历史事件及著名人物。
因播出中国大陆敏感或少有披露的事件而获得一定的关注度，收视率也大幅提升。

## 节目简介

### 部分受关注节目
- 1972日本首相田中角荣访华秘闻 ...
- 追杀本·拉登
- 曾经的家庭妇女之JK·罗琳的魔法...
- 9.11被错过的机会
- 接替本·拉登的"恐怖狂人"
- 阿富汗战斗堡事件始末
- 远去的沙漠枭雄之卡扎菲（2011年9月）
- 8.15日本投降内幕
- 揭秘九一八真相
- 追踪克拉玛依大火（谭江海讲述，2013年3月播出）
- 中国共产党成立90周年系列节目——《海外寻党》
- 辛亥革命100周年系列节目——《辛亥档案》
- 苏联解体20年——《档案：苏联解体——“八·一九”事件内幕》，2012年3月14日—16日，讲述人谭江海[6]
- 北京奥运系列